# Etesinalda
Etesinalda is een geslacht van wantsen uit de familie van de Tingidae (Netwantsen). Het geslacht werd voor het eerst wetenschappelijk beschreven door Froeschner in 1996.

## Soorten
Het genus is monotypisch en bevat alleen de volgende soort:

- Etesinalda laticosta Froeschner, 1996